# ジャパングランプリ (全日本女子プロレス)
ジャパン・グランプリは、かつて全日本女子プロレスで開催していたリーグ戦またはトーナメント戦。旧名称はフジテレビ杯争奪ジャパン・グランプリ。

## 歴代優勝者

### フジテレビ杯争奪ジャパン・グランプリ
| 回    | 年     | 優勝者         | 準優勝者     | 備考                 |
| ----- | ------ | -------------- | ------------ | -------------------- |
| 第1回 | 1985年 | ライオネス飛鳥 | ダンプ松本   |                      |
| 第2回 | 1986年 | 大森ゆかり     | 長与千種     |                      |
| 第3回 | 1987年 | 長与千種       | ダンプ松本   |                      |
| 第4回 | 1988年 | ブル中野       | 堀田祐美子   |                      |
| 第5回 | 1989年 | 西脇充子       | メデューサ   | トーナメント戦。     |
| 第6回 | 1990年 | 豊田真奈美     | 堀田祐美子   | 1DAYトーナメント戦。 |
| 第7回 | 1991年 | 井上京子       | バイソン木村 | トーナメント戦。     |

### ジャパン・グランプリ
| 回     | 年     | 優勝者                          | 準優勝者                                        | 備考                                                                                           |
| ------ | ------ | ------------------------------- | ----------------------------------------------- | ---------------------------------------------------------------------------------------------- |
| 第8回  | 1992年 | アジャコング                    | 豊田真奈美                                      | レッドゾーンとブルーゾーンに分かれて上位2人による1DAYトーナメント戦。                          |
| 第9回  | 1993年 | 北斗晶                          | 堀田祐美子                                      | レッドゾーンとブルーゾーンに分かれて上位2人による1DAYトーナメント戦。                          |
| 第10回 | 1994年 | 堀田祐美子                      | 豊田真奈美                                      | 総当たりリーグ戦で最高得点者が優勝。                                                           |
| 第11回 | 1995年 | 豊田真奈美                      | 堀田祐美子                                      | レッドゾーンとブルーゾーンに分かれて上位2人による3位決定戦と優勝決定戦。                       |
| 第12回 | 1996年 | アジャコング                    | レジー・ベネット                                | 総当たりリーグ戦で最高得点者が優勝。                                                           |
| 第13回 | 1997年 | 伊藤薫                          | 豊田真奈美                                      | 総当たりリーグ戦で最高得点者が優勝。                                                           |
| 第14回 | 1998年 | 豊田真奈美 脇澤美穂（ジュニア） | ZAP-I 中西百重（ジュニア） 元川恵美（ジュニア） | 総当たりリーグ戦で上位4人よる1DAYトーナメント戦。 ジュニア選手による「ジュニアリーグ」を開催。 |
| 第15回 | 1999年 | 豊田真奈美                      | 堀田祐美子                                      |                                                                                                |
| 第16回 | 2000年 | 伊藤薫 高橋奈苗（21世紀）       | 三田英津子 中西百重（21世紀）                   | トーナメント戦。 ジュニア選手による「21世紀リーグ」を開催。                                    |
| 第17回 | 2001年 | 中西百重                        | 前川久美子                                      | 総当たりリーグ戦と上位2人による優勝決定戦。                                                    |
| 第18回 | 2002年 | 高橋奈苗                        | 中西百重                                        | 総当たりリーグ戦と上位4人よる1DAYトーナメント戦。                                              |
| 第19回 | 2003年 | アメージング・コング            | 高橋奈苗                                        | トーナメント戦。                                                                               |
| 第20回 | 2004年 | 前川久美子                      | Hikaru                                          | 1DAYトーナメント戦。                                                                           |